# Burocracia representativa
Burocracia representativa é um conceito segundo o qual a composição social da burocracia pública deve refletir as características da população em termos de gênero, raça, classe social e território, partindo da premissa de que essa representatividade contribui para maior legitimidade democrática, maior equidade no acesso a direitos e melhor responsividade das políticas públicas às demandas sociais.
Há no mínimo três dimensões da burocracia representativa: a primeira é histórica, a segunda é da perspectiva da administração pública, e a terceira está na literatura sobre gestão da diversidade.

## História e desenvolvimento do conceito
O termo "burocracia representativa" é geralmente atribuído ao livro de J. Donald Kingsley intitulado Representative Bureaucracy, publicado em 1944. Em sua obra, Kingsley defendia uma "liberalização da seleção de classe social para a burocracia inglesa", devido ao "domínio das elites sociais, políticas e econômicas dentro da burocracia britânica", que, segundo ele, resultava em programas e políticas que não atendiam às necessidades ou interesses de todas as classes sociais.
Anos mais tarde o cientista político Samuel Krislov retomou as ideias de Kingsley em sua obra também intitulada Representative Bureaucracy, consolidando o conceito e contribuindo para sua expansão pelo mundo. Em sua obra, Krislov observou que, ao longo da história, as burocracias foram frequentemente percebidas pelo público como instituições excessivamente procedimentais e pouco abertas ao cidadão. Segundo ele, essas percepções, profundamente arraigadas, dificultam o reconhecimento dos efeitos positivos da representatividade no funcionamento das burocracias.
A teoria da burocracia representativa sugere que uma força de trabalho pública representativa da população em termos de raça, etnia e sexo ajudará a garantir que os interesses de todos os grupos sejam considerados nos processos de tomada de decisão burocráticos. A teoria postula que a representação ativa dos interesses grupais ocorre porque os burocratas individuais refletem as visões daqueles que compartilham suas origens demográficas.
A burocracia representativa vai além de hipóteses, há estudos empíricos que mostram que cenários de "nenhuma representação" traz menor percepção de desempenho e equidade, enquanto em cenários de "representação adequada" ou "sobre-representação" de determinados grupos, trazem maior satisfação com o desempenho e equidade dos serviços. 
A literatura brasileira frequentemente atualiza o conceito para abarcar desigualdades estruturais específicas do Brasil, sobretudo raça, gênero e classe social. A partir dos anos 2010, textos como Lotta (2012) já incorporam uma leitura interseccional do conceito, conectando-o com teorias de burocracia de nível de rua. Viana e Tokarski (2019) destacam que, no Brasil, a burocracia representativa ganha centralidade em virtude da histórica exclusão de grupos minorizados do acesso a posições de prestígio no Estado.

## Tipos de representação burocrática

### Representação passiva
A representação passiva refere-se ao grau em que as características sociais da burocracia refletem as características sociais das populações que a burocracia serve. Estudos de representação passiva examinam se a composição das burocracias espelha a composição demográfica da população geral. A representação passiva existe quando as características demográficas da burocracia demonstram as características demográficas da população.
Baniamin e Jamil (2021) dividem a representação passiva em diferentes tipos:  "sobre-representação perfeita", "sobre-representação", "representação adequada", "sub-representação/representação nominal" e "nenhuma representação".

### Representação ativa
A representação ativa conclui que grupos representados se beneficiam de burocracias representativas. A maioria da representação ativa está preocupada com como a representação influencia os formuladores de políticas e a implementação, assumindo que os burocratas agirão propositalmente em nome de seus pares na população geral. Por exemplo, mulheres e homens trabalhando lado a lado em uma burocracia, onde as mulheres são mais propensas a promover ativamente questões e agendas que beneficiem as mulheres na população geral.
Barreiras potenciais à representação ativa incluem pressões dos pares que aparecem em ambientes de trabalho e sociais. As pressões exercidas sobre os burocratas de um grupo primário para se conformarem são notórias em qualquer ambiente.

### Representação simbólica
A representação simbólica ocorre quando a representação passiva pode se traduzir em benefícios para os cidadãos sem ações tomadas pelo burocrata. Neste caso, as características sociais dos burocratas podem influenciar como clientes ou cidadãos com origens demográficas similares veem a legitimidade e confiabilidade de uma organização pública. Isso pode, por sua vez, encorajar esses cidadãos a cooperarem com agências governamentais ou co-produzirem resultados com essas agências.

## Aplicações e estudos empíricos

### Contexto brasileiro
No Brasil, o conceito de burocracia representativa tem ganhado crescente espaço na literatura sobre administração pública, especialmente a partir da década de 2010. Um mapeamento sistemático realizado por Cruz, Alencar e Freitas (2022) identificou que, embora a teoria da burocracia ainda seja um campo fragmentado, a perspectiva da burocracia representativa tem sido frequentemente mobilizada para investigar desigualdades de gênero, raça e outras dimensões sociais no serviço público brasileiro.
O levantamento dos autores revelou que os estudos brasileiros tendem a concentrar-se em dois grandes eixos: i) pesquisas sobre desigualdades estruturais na ocupação dos quadros administrativos, com ênfase nas dimensões de gênero e raça;  ii) investigações sobre a atuação dos burocratas de nível de rua e na discricionariedade desses atores no cotidiano da implementação de políticas públicas. Essa abordagem aproxima o debate da burocracia representativa das políticas públicas implementadas no cotidiano.
Um exemplo empírico da aplicação do conceito de burocracia representativa no Brasil é apresentado no estudo de Viana e Tokarski (2019), que analisaram a composição do serviço público federal sob as dimensões de gênero e raça. Utilizando dados do Sistema Integrado de Administração de Recursos Humanos (SIAPE) e da Escola Nacional de Administração Pública (ENAP), os autores identificaram que, apesar da ideia de meritocracia que rege o ingresso no serviço público, a burocracia federal reproduz desigualdades estruturais presentes na sociedade brasileira. O estudo revelou que mulheres representam aproximadamente 45,3% do funcionalismo público federal, percentual inferior à sua proporção na população brasileira (51,5%). A sub-representação torna-se mais acentuada em posições de chefia: nos cargos de Direção e Assessoramento Superiores (DAS), especialmente nos níveis mais altos (DAS 4, 5 e 6), a participação feminina não ultrapassa 30%, evidenciando a existência de um “teto de vidro” institucionalizado.
Em termos raciais, os dados mostram um padrão ainda mais desigual. Pessoas negras (pretas e pardas) constituem cerca de 34% do funcionalismo público federal, abaixo dos mais de 56% que representam na população brasileira segundo o IBGE. A sub-representação se agrava nas posições de maior prestígio e remuneração: apenas 6,7% dos cargos DAS 5 e 6 são ocupados por pessoas negras. O estudo também identificou que, mesmo controlando fatores como escolaridade, tempo de serviço e cargo, persistem diferenças salariais negativas associadas a gênero e raça, reforçando a constatação de que a burocracia representativa no Brasil permanece incompleta, sobretudo quando observadas as dimensões passiva e ativa de representação.
Complementando essa análise, Ventura (2018) introduziu a perspectiva das “frações internas” da burocracia, distinguindo entre a “mão esquerda” do Estado — vinculada a políticas sociais — e a “mão direita” — associada às funções de controle fiscal e regulação de mercado. Utilizando dados do Sistema Integrado de Administração de Pessoal (SIAPE) e da Pesquisa Nacional por Amostra de Domicílios (PNAD), o autor evidenciou que a desigualdade de capital simbólico, econômico e político se distribui de forma diferenciada entre essas duas frações. Carreiras da mão direita concentram maiores salários, mais cargos de confiança e menor diversidade social, sendo majoritariamente ocupadas por homens brancos, enquanto a mão esquerda, associada às áreas sociais, apresenta maior presença de mulheres e negros, porém em postos com menor remuneração, menor poder decisório e menor prestígio institucional.
No nível local, a pesquisa de Magali Dantas (2020) analisou o papel da burocracia representativa a partir da atuação dos conselheiros tutelares de Fortaleza, Ceará, utilizando entrevistas semiestruturadas com 18 conselheiros e análise documental de normas institucionais. O estudo revela que a composição social dos conselheiros tutelares é marcada por elevada representatividade de mulheres negras e moradores de áreas periféricas, indicando forte correspondência demográfica com a população atendida, especialmente nas regionais administrativas mais vulneráveis da cidade. Essa configuração aproxima-se da ideia de representação passiva, segundo a qual a burocracia reflete a composição social do território onde atua. Além disso, a pesquisa observou que, em vários casos, a origem social e territorial dos conselheiros influenciava diretamente sua atuação, favorecendo agendas de defesa de direitos das populações mais vulnerabilizadas. Contudo, a autora também identificou limitações importantes: apesar da representatividade social, os conselheiros enfrentavam condições institucionais precárias, baixa remuneração e sobrecarga de trabalho, o que restringia o alcance da representação ativa.

### Estados Unidos
Bradbury & Kellough (2008) realizaram sua pesquisa em um governo municipal norte-americano, comparando atitudes de cidadãos afro-americanos e burocratas. Encontraram que administradores negros eram significativamente mais propensos que brancos a adotar um papel representativo de minorias, e que a congruência de atitudes entre burocratas e cidadãos afro-americanos foi o principal preditor da adoção desse papel, superando a influência da raça em si. Esses resultados reforçam a ideia de que a composição demográfica da burocracia serve como fundamento para que burocratas representem ativamente os interesses dos grupos aos quais pertencem. Já em Selden (1997), a investigação focalizou a “Farmers Home Administration”, também nos EUA, buscando entender a relação entre representação passiva (a composição demográfica da burocracia) e representação ativa (a atuação burocrática em defesa de interesses minoritários). A autora concluiu que, quando administradores se viam como agentes representativos de grupos minoritários, havia maior probabilidade de decisões políticas favorecendo tais grupos, independentemente de fatores como raça ou gênero. Selden demonstrou que a adoção de um papel como “representante de minorias” era mais decisiva para a ação efetiva do que as características demográficas em si.
Em sua meta-análise dos impactos da burocracia representativa sobre o desempenho organizacional, Ding, Lu e Riccucci (2021) analisaram 648 indicadores de efeito extraídos de 80 estudos quantitativos publicados até março de 2020. O objetivo era identificar se e como a diversidade demográfica no serviço público, especialmente por gênero, raça ou etnia, está associada ao desempenho institucional. Os resultados revelaram uma associação positiva geral, embora moderada, entre representatividade burocrática e desempenho público, com correlação média de aproximadamente r = 0,03 (p < 0,01). A análise de moderadores revelou que a representatividade nos níveis de rua (street-level bureaucracy) exerce um impacto mais significativo do que em cargos de gestão, e que os efeitos são mais evidentes quando medidos no nível organizacional como um todo, em comparação ao nível individual. A representação de gênero em departamentos de polícia pode influenciar a capacidade de um indivíduo de determinar o desempenho de uma agência. Um estudo conduzido na Universidade Rutgers determinou que a representação ativa de oficiais femininas influenciou positivamente o desempenho da agência, desempenho no trabalho, confiabilidade e equidade da agência. Os cidadãos são, portanto, mais propensos a cooperar na condução de resultados de segurança pública.

### Organizações internacionais
Christensen (2019) investiga a burocracia representativa em organizações internacionais por meio do enquadramento dos “public service bargains”, ou acordos entre organizações e as populações que elas servem. O estudo propõe três tipos de acordo representacionais: baseado em poder, em igualdade de oportunidades e em diversidade, argumentando que a representatividade burocrática é especialmente relevante em organismos como a ONU, dada a diversidade de seus usuários e a busca por legitimidade. Embora o artigo seja predominantemente teórico, Christensen fundamenta sua reflexão com evidências empíricas extraídas de análises comparativas entre estruturas de pessoal e padrões de representação em agências multilaterais, destacando as condições sob as quais cada tipo de “barganha” tende a ocorrer.
Nas organizações internacionais, a burocracia representativa também se manifesta por meio de metas explícitas de diversidade nos quadros de pessoal. No sistema das Nações Unidas, por exemplo, a UN Women coordena uma estratégia institucional para alcançar a paridade de gênero, com o objetivo de que 50% dos postos sejam ocupados por mulheres, sendo que, em 2023, essa meta foi alcançada pela primeira vez nos escritórios da sede das Nações Unidas, com 51,3% de mulheres entre o pessoal de gestão e além. Essa iniciativa institucional ilustra como a representatividade pode ser operacionalizada por meio de "special measures", ações temporárias que asseguram a inclusão de mulheres em seleções para cargos profissionais e de alto nível. A adoção dessas práticas ilustra uma forma de representação simbólica e ativa, em que não só a presença numérica, mas também a estratégia institucional de inclusão, reforça a legitimidade e diversidade nas decisões globais das burocracias da ONU. 